# Gabinet lorda Shelburne

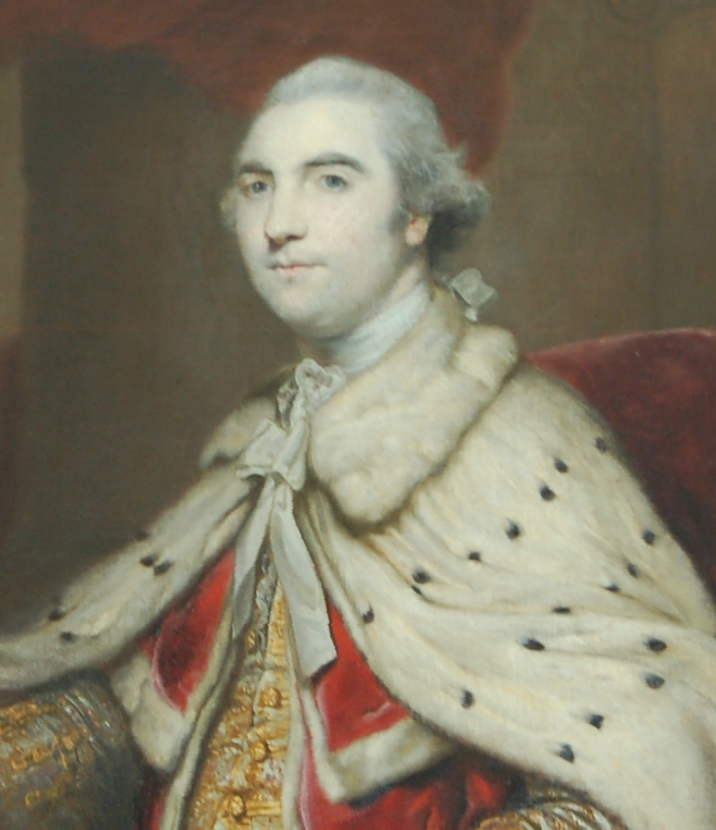
Hrabia Shelburne, premier, pierwszy lord skarbu, przewodniczący Izby Lordów

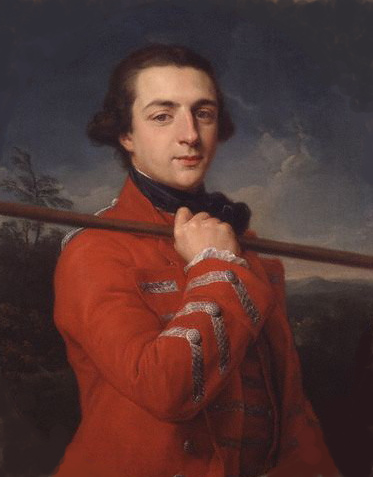
Książę Grafton, lord tajnej pieczęci

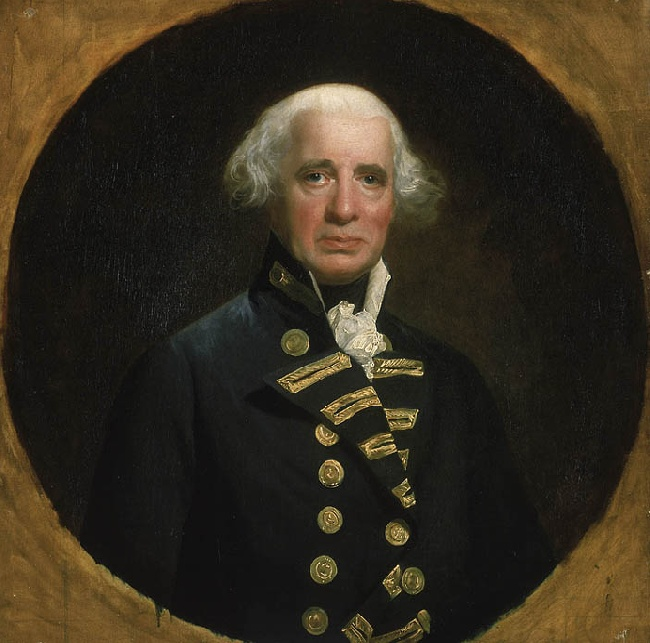
Wicehrabia Howe, pierwszy lord Admiralicji

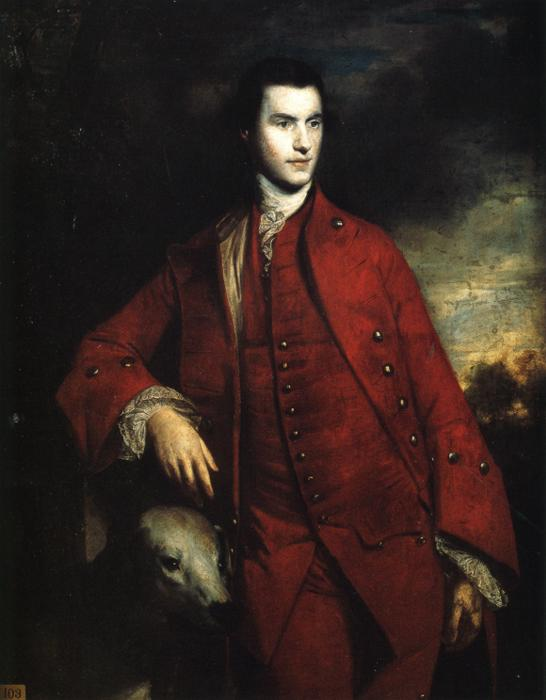
Książę Richmond, generał artylerii

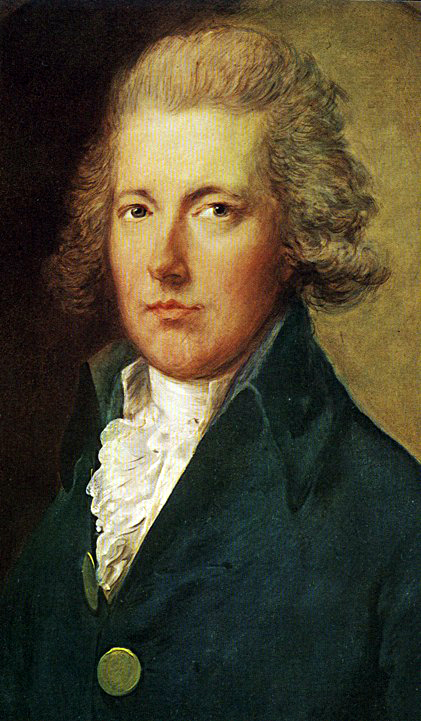
William Pitt Młodszy, kanclerz skarbu

Gabinet pod przewodnictwem Williama Petty’ego, hrabiego Shelburne istniał pomiędzy 4 lipca 1782 a 2 kwietnia 1783 r.

## Skład gabinetu
| Urząd                                                   | Imię i nazwisko              | Kadencja       |
| ------------------------------------------------------- | ---------------------------- | -------------- |
| Premier Pierwszy Lord Skarbu Przewodniczący Izby Lordów | William Petty                | 1782–1783      |
|                                                         |                              |                |
| Lord kanclerz                                           | Edward Thurlow               | 1782–1783      |
| Lord przewodniczący Rady                                | Charles Pratt                | 1782–1783      |
| Lord tajnej pieczęci                                    | Augustus FitzRoy             | 1782–1783      |
| Minister spraw wewnętrznych Przewodniczący Izby Gmin    | Thomas Townshend             | 1782–1783      |
| Minister spraw zagranicznych                            | Thomas Robinson              | 1782–1783      |
| Pierwszy lord Admiralicji                               | Augustus Keppel Richard Howe | 1782–1783 1783 |
| Naczelny wódz sił zbrojnych                             | Henry Seymour Conway         | 1782–1783      |
| Generał artylerii                                       | Charles Lennox               | 1782–1783      |
| Kanclerz skarbu                                         | William Pitt Młodszy         | 1782–1783      |
| Kanclerz Księstwa Lancaster                             | John Dunning                 | 1782–1783      |